# Бен Гаскойн
Сідні Чарльз Бартолемій «Бен» Гаскойн АО (англ. Sidney Charles Bartholemew "Ben" Gascoigne; 11 листопада 1915 – 25 березня 2010) — австралійський оптичний астроном, що народився в Новій Зеландії, і експерт у галузі фотометрії, який відіграв провідну роль у проектуванні та введенні в експлуатацію найбільшого в Австралії оптичного телескопа — англо-австралійського телескопа, який деякий час був одним із найважливіших у світі астрономічні об'єкти. Народившись в Напірі, Нова Зеландія, Гаскойн навчався в Окленді та в Університеті Брістоля, а потім переїхав до Австралії під час Другої світової війни, щоб працювати в Сонячній обсерваторії Співдружності на горі Стромло в Канберрі. Він став майстром у проектуванні та виготовленні оптичних приладів, таких як елементи телескопа.

## Раннє життя
Батьки Бена Гаскойна познайомились і одружилися в Левіні, Нова Зеландія, безпосередньо перед Першою світовою війною. Незабаром вони переїхали до Напіра, де Гаскойн народився в 1915 р. Він відвідував Оклендську гімназію і виграв стипендію в Оклендському університетському коледжі (нині Оклендський університет) за рік до закінчення середньої школи. Зіткнувшись з вибором між вивченням історії чи наук, він обрав останню, оскільки мав серйозне заїкання і вважав, що це буде менше перешкодою. Він закінчив і ступінь бакалавра, і кваліфікацію магістра в галузі наук, отримавши відзнаки як з математики, так і з фізики, закінчивши навчання в 1937 р. Незважаючи на ці досягнення, він не вважав себе практично навченим, кажучи: «Я все ще був теоретиком, взагалі не маючи практичної фізики. Професор в Окленді здригався, коли я проходив повз шафу, в якій зберігалися добрі інструменти!».

У 1933 році, навчаючись в університеті, він познайомився зі своєю майбутньою дружиною Розалі Норою Кінг Уокер, хоча вони не одружилися ще десять років. Розалі закінчила бакалавр мистецтв, поки Гаскойн навчався в Окленді; вона також навчалася в учительському коледжі Окленда, коли він був у Брістолі. 
Ben Gascoigne, Australian Academy of Science interview
Хоча Гаскойн завжди мав намір вивчати математику в Кембриджі, сталася подія, яка суттєво сформувала його кар'єру. В 1931 р. землетрус у Новій Зеландії вбив Майкла Хайата Бейкера, молодого мандрівника з Брістоля, і його батьки заснували на його пам'ять аспірантуру для навчання в Університеті Брістоля який Гаскойн виграв і зайняв у 1938 р. Під час дисертації в Брістолі Гаскойн розробив дифракційну теорію тесту Фуко, який використовується для оцінки форми великих дзеркал у телескоп.  Він закінчив докторську ступінь з фізики в 1941 році, але до того часу в Європі почалася війна, і він вже повернувся до Нової Зеландії на останньому доступному кораблі.

## Військова служба 1940–1945 та життя після війни
Повернувшись на роботу у фізичний відділ Окленда, Гаскойн працював над військовою оптикою, розробляючи приціли та далекоміри  хоча і не пробув там довго. Річард ван дер Ріет Вуллі, директор Сонячної обсерваторії Співдружності в Канберрі (нині обсерваторія Маунт-Стромло), шукав Гаскойна, оскільки його «досвід в оптичній роботі [був] унікальним», а Гаскойн «був навчений таким чином, як ніхто інший в Австралії було кваліфіковано». Коли в 1941 р. Гаскойн запропонував Вуллі стипендію, він переїхав до Канберри. Працівники Сонячної обсерваторії мали подібні обов'язки, як ті, що виконував Гаскойн у Новій Зеландії. Його першим завданням було розробити зенітний приціл, а також він брав участь у ряді інших військових оптичних проектів. У 1944 році Мельбурнську обсерваторію, де проживає Служба часу Співдружності, було закрито. Гаскойн відновив Службу Часу на горі Стромло, використовуючи два годинники Шорт-Синхронома та обладнання для астрономічних спостережень, які він та його колеги адаптували; Служба часу залишалася на горі Стромло до 1968 року. Знання та досвід, отриманий Гаскойн під час війни, виявилися цінними. Він був на єдиному об'єкті в Австралії, де можна було робити оптичні роботи, починаючи від проектування та виготовлення, закінчуючи складанням та випробуванням. Гаскойн отримав широкий спектр навичок і «закінчив цілком практично, особливо за допомогою викрутки».
Через десять років після того, як Гаскойн вперше зустрів Розалі в Новій Зеландії, вона поїхала до Канберри, і 9 січня 1943 року вони одружилися. Їх перший син Мартін народився в листопаді, а другий Томас — у 1945 р.
Після війни Гаскойн та астроном Джеральд Крон за допомогою недавно модернізованих телескопів на горі Стромло визначили, що відстань між нашою галактикою та карликовими галактиками Магелланова хмара була занижена в два рази. Оскільки це вимірювання використовувалося для калібрування інших відстаней в астрономії, результат фактично подвоїв передбачуваний розмір Всесвіту. Вони також виявили, що формування зірок у Магелланових хмарах відбулося нещодавно, ніж у Чумацькому Шляху; це скасувало панівну думку, що обидва еволюціонували паралельно. Гаскойн, головний діяч обсерваторії Маунт-Стромло, допоміг їй перейти від сонячної обсерваторії до центру зоряних і галактичних досліджень, і сприяв створенню своєї польової обсерваторії на півночі Нового Південного Уельсу, обсерваторії Сайдінг Спрінг. Коли британський та австралійський уряди домовились спільно побудувати англо-австралійський телескоп у Сайдінг-Спрінг, Гаскойн був задіяний з самого початку і протягом тривалого введення в експлуатацію, зробивши свою першу фотографію. Гаскойн отримав посаду офіцера Австралійського ордену за внесок у астрономію та англо-австралійський телескоп.

## Гора Стромло
Після закінчення війни Вуллі перенаправив Обсерваторію Співдружності з сонячних досліджень на вивчення зірок і галактик. Потрібен був час, щоб повернути старі та невикористані телескопи до робочого стану: їх довелося капітально відремонтувати та відремонтувати, а в одному випадку перебудувати з брухту. Вуллі отримав погодження з прем'єр-міністром на фінансування будівництва 74-дюймового телескопа, але він не буде закінчений роками. Гаскойн почав працювати у зароджуваній області фотоелектричної фотометрії, використовуючи електричні прилади для точного вимірювання яскравості зірок, ніж це було можливо за допомогою фототехніки. У 1951 році, використовуючи обладнання, привезене астрономом Джеральдом Кроном із Каліфорнійської обсерваторії Лік, він спостерігав мінливі зірки Цефеїди, які використовуються для вимірювання астрономічних відстаней. Дев'ять місяців спостереження за 30-дюймовим рефлекторним телескопом Обсерваторії Рейнольдса — надзвичайна можливість — Гаскойн, Крон та інші досліджували зірки цефеїди як в Малій Магеллановій Хмарі, так і пізніше у Великій Магеллановій Хмарі. Вони також досліджували кольори зоряних скупчень у Малій Хмарі. Дослідження дало чудові результати: «це означало, що Магелланові хмари були вдвічі далі, ніж вважалося раніше, і якщо тоді вихідна лінія вдвічі довша, розміри Всесвіту подвоюються». Це також показало, що формування зірок у Магелланових Хмарах відбулося нещодавно, ніж у Чумацькому Шляху. Результати скасували переважаючу думку про те, що наша галактика та Магелланові хмари еволюціонували паралельно. Гаскойн сказав про свою роботу:

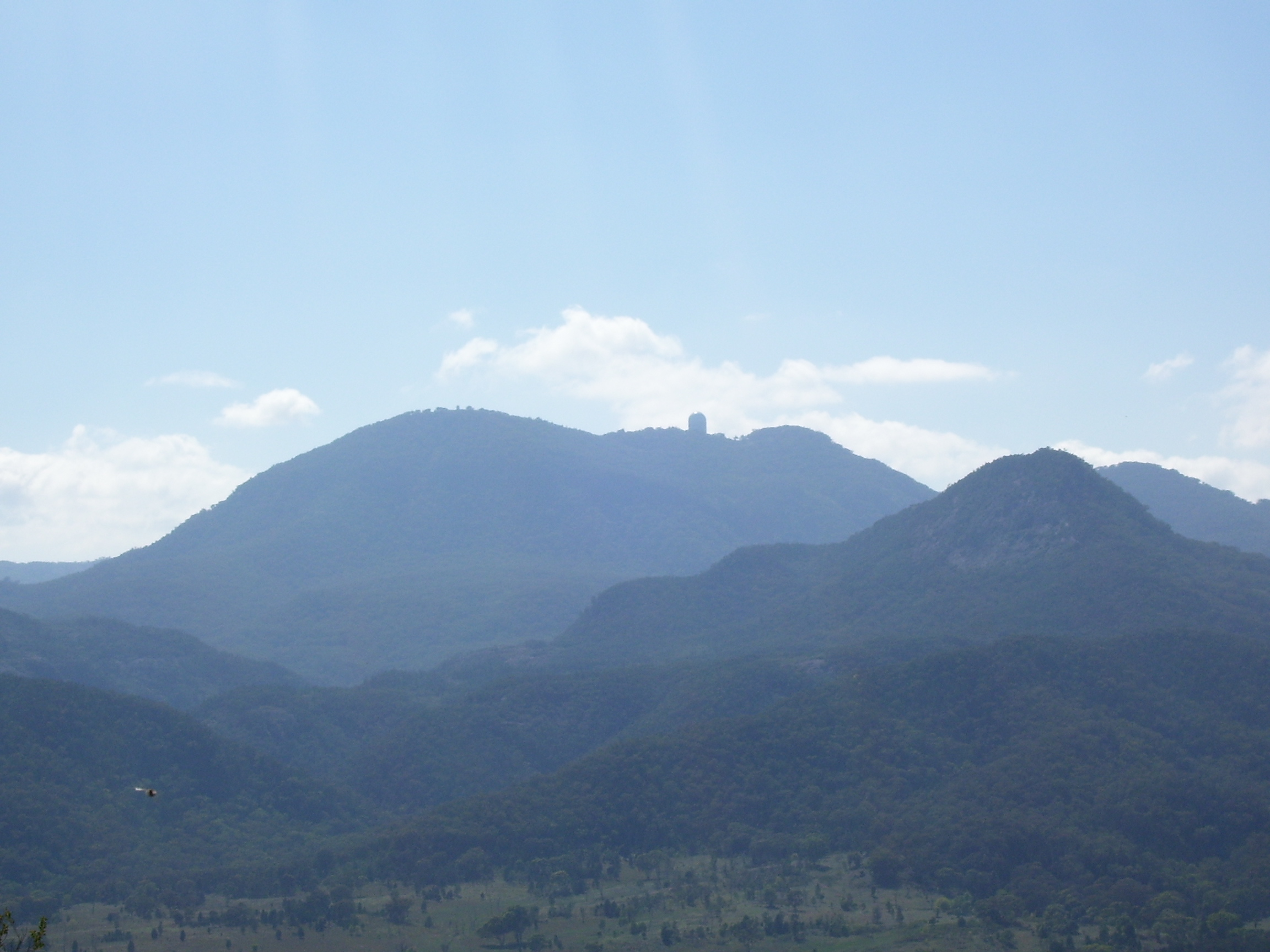
Сайдинг Весняна гора в містечках. Купол англо-австралійського телескопа знаходиться на гребені.

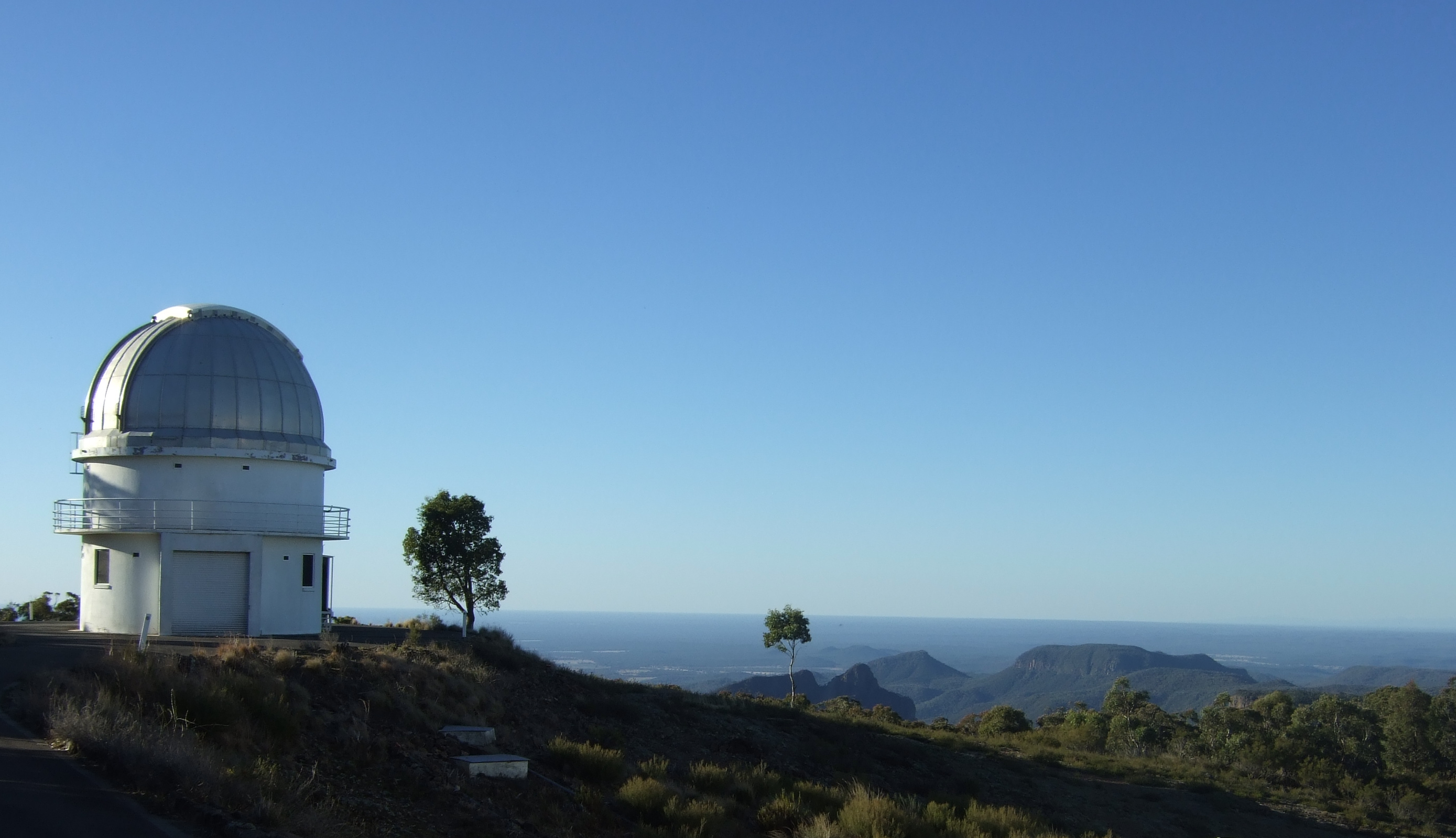
40-дюймовий будинок телескопа в Сайдінг Спрінг

У 1949 році народилася третя дитина Гаскойна, дочка Гестер. Як і багато співробітників обсерваторії, Гаскойн жив у штаб-квартирі на горі Стромло, що була довгою важкою поїздкою від Канберри. Було холодно і самотньо, особливо для Розалі, але вони насолоджувались природою, і пейзаж надихнув Розалі на творчість, а згодом і на її художню кар'єру. У 1960 році вони переїхали до Дікін у передмісті Канберри  а наприкінці 1960-х переїхали в інше передмістя — Пірс.
У 1957 році адміністративна відповідальність за обсерваторію Співдружності була передана з Департаменту внутрішніх справ уряду Австралії Австралійському національному університету (ANU), що підтримали як її директор Річард Вуллі, так і Гаскойн. Це була ера значних змін на горі Стромло: у січні 1956 року Вуллі подав у відставку з посади директора гори Стромло, щоб зайняти посаду королівського астронома та директора Королівської обсерваторії Гринвіч. Його замінив Барт Бок, якого Гаскойн сподобався і під керівництвом якого він зіграв значну роль. Також у 1957 році команда гори Стромло розпочала пошук нового місця польової обсерваторії через збільшення світлового забруднення внаслідок зростання Канберри. Пошуки активно пропагував Бок, і після вивчення 20 можливих місць, два потрапили до шорт-листа: гора Бінгар, поблизу Гріффіт, Новий Південний Уельс, і Сайдінг Спрінг, недалеко від Кунабарабрана, Новий Південний Уельс. Гаскойн був одним із групи вчених, які відвідали Сайдінг Спрінг-Маунтин в рамках пошуків і він був одним із тих, хто виступав за цей вибір:
У 1962 році була обрана Сайдінг-Спрінг, а до 1967 року обсерваторія Сайдінг-Спрінг повністю запрацювала.
Після закінчення режисури Вуллі 74-дюймовий телескоп, який він ініціював, нарешті з'явився в мережі. Гаскойн, шукаючи новий дослідницький проект і прагнучи використовувати новий телескоп, взявся за вивчення кулястих скупчень, компактних груп з десятків тисяч стародавніх зірок подібного віку. Завдяки новій конструкції фотометра він зміг виміряти надзвичайно слабкі зірки в цих скупченнях. Гаскойн визначив, що скупчення в Магелланових хмарах були і молодими, і старими, і вони мали зовсім інші характеристики, ніж у Чумацькому Шляху: ця інформація була важлива для моделювання еволюції галактик.
У 1963 р. Гаскойн розробив пристрій, відомий як оптична коректорна пластина, що дозволяло знімати широке поле на новому 40-дюймовому телескопі в Сайдінг Спрінг. Такі пластини-коректори згодом використовувались у багатьох телескопах і стали відомими як коректори Гаскойна. У цей період він також активно підтримував створення національної дослідницької організації для астрономів — Астрономічного товариства Австралії. Він провів своє перше засідання в 1966 році, і Гаскойн став його першим віце-президентом.
Коли Бок пішов на пенсію з посади директора Стромло на початку 1966 року, Гаскойн став виконувачем обов'язків директора на три місяці до прибуття заміни Бока, американського астронома Оліна Дж. Еггена. Егген був надзвичайно продуктивним вченим але був «загадковим», «дещо грубим» та виборчим у дружбі, яку створив. Хоча Егген і Гаскойн раніше співпрацювали над дослідницькими проектами, коли Егген приїхав на цю посаду, він і Гаскойн не склалися добре, на відміну від стосунків Гаскойна з іншими астрономами. Гаскойн сказав про Еггена: «він дав зрозуміти, що я не брав участі в керуванні Обсерваторією. Мені не дали жодної інформації, я не бачив жодних документів, не відвідував зустрічей, і мене не просили поради, навіть у оптичних питаннях».

## Англо-австралійський телескоп

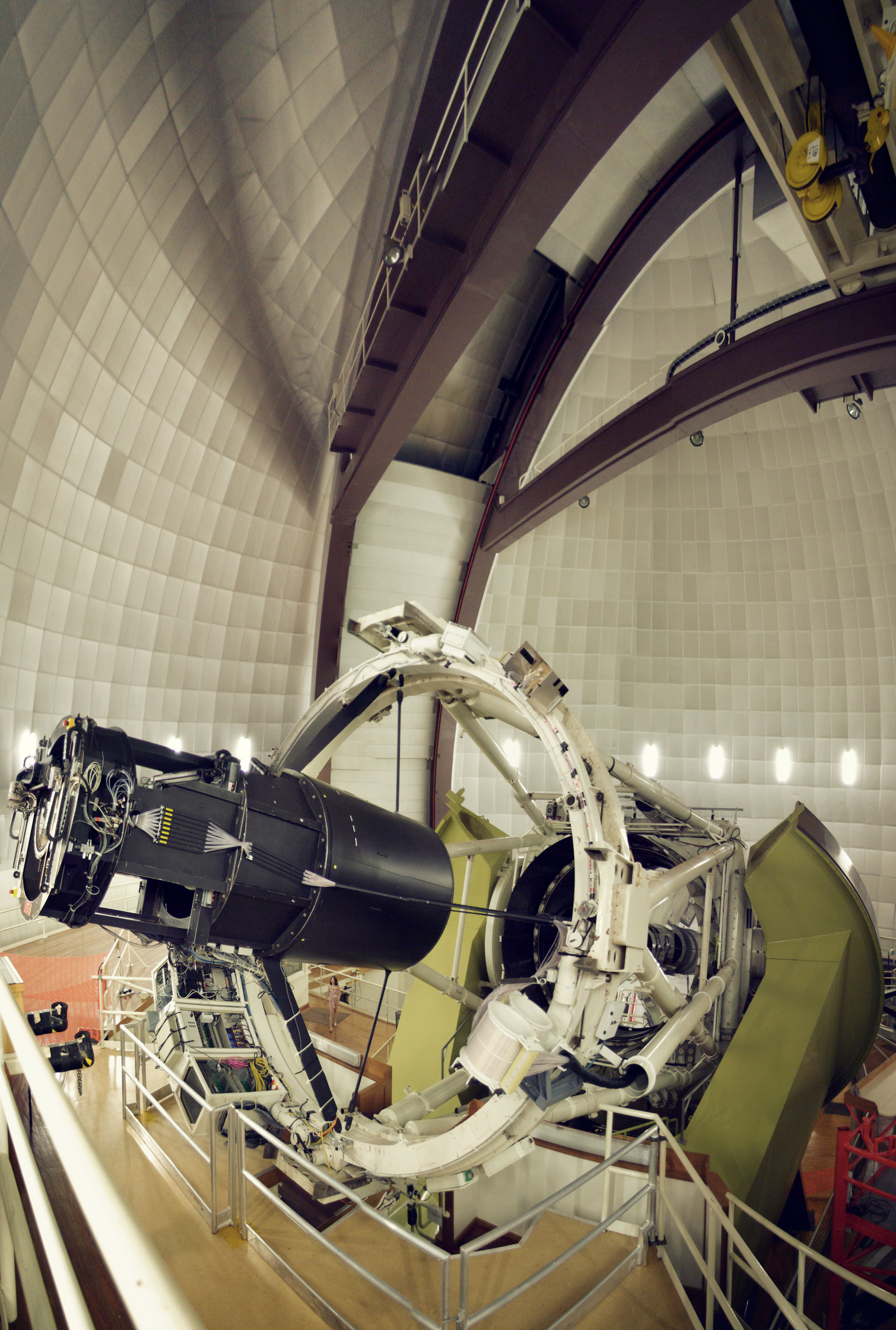
Англо-австралійський телескоп в обсерваторії Сайдінг Спрінгз поблизу Кунабарабрана, який Гаскойн допоміг спроектувати та ввести в експлуатацію

У 1963 р. Гаскойн опублікував статтю в журналі «Nature» під назвою «До південної обсерваторії Співдружності». Потім Гаскойн отримав можливість, яка стала предметом решти його оплачуваної академічної кар'єри: допомогти встановити один із найбільших оптичних телескопів у світі в Сайдінг-Спрінг. На початку 1960-х австралійський та британський уряди запропонували партнерство для будівництва спільного об'єкта оптичного телескопа, і Гаскойн був серед залучених експертів. Колишній директор «Mount Stromlo», а нині керівник обсерваторії Гринвіч, Річард Вуллі, був експертом з англійської сторони. У 1967 р. Уряди двох країн офіційно домовились співпрацювати у будівництві великого телескопа, який буде відомий як англо-австралійський телескоп (AAT). З огляду на існуючу інфраструктуру обсерваторії Сайдінг-Спрінг-АНУ, місце було легко погоджено як місце для проведення ААТ. Гаскойн був одним із чотирьох членів Технічного комітету, створеного для керівництва розробкою телескопа. Він забезпечив керівництво розробкою та оптикою нового телескопа, а в 1974 р. був призначений головним астрономом введення в експлуатацію.
Жорстка боротьба за управління та експлуатацію нового об'єкту тривала кілька років. Австралійський національний університет та директор Stromlo Олін Егген хотіли, щоб телескоп знаходився під контролем університету, тоді як інші австралійські астрономи, в тому числі деякі з Stromlo, та британці хотіли, щоб він був створений самостійно. У співавторстві історії телескопа Гаскойна зазначено, що «жоден з восьми членів Австралійської академії наук [Гаскойн був одним із них] не підтримав АНУ» і в 1973 р. Дискусія була вирішена на користь незалежної структури, англо-австралійської обсерваторії. Гаскойн був одним із небагатьох співробітників компанії Stromlo, які в кінцевому підсумку працювали над AAT протягом тривалого періоду:  Англо-Австралійська обсерваторія вирішила пропонувати короткострокові посади, а не академічні посади, як у АНУ.
Робота в Сайдінг-Спрінг була корисною, але вона також могла бути небезпечною. Під час будівництва Гаскойн постійно попереджав колег подбати про підвищені подіуми навколо телескопа. Однак самого Гаскойна мало не вбили, коли, працюючи однієї ночі навколо конструкції телескопа, він упав на сім метрів на підлогу обсерваторії, ледь уникнувши зіткнення з «масивною сталевою конструкцією з довгими виступаючими болтами». Він вижив і був першим, хто зробив фотографію за допомогою телескопа, 26 або 27 квітня 1974 р. Гаскойн був настільки задоволений якістю оптики, що сказав, що хоче номер, що описує гіперболоїдну форму дзеркала (1.1717), вигравіруваний на його надгробку. Ця обсерваторія швидко стала однією з найважливіших астрономічних обсерваторій у світі і протягом багатьох років була домом провідного астрофотографа у світі Девіда Маліна. Успіхи AAT були задокументовані в щорічних звітах його Правління а аналіз відносного впливу астрономічних спостережних споруд за 2008 рік поставив AAT у трійку лідерів, що відбувся лише після опитування Sloan Digital Sky Survey та обсерваторія WM Keck (обидва телескопи побудовані більш ніж через два десятиліття). Для Гаскойна це було «чудовою справою, з якою слід асоціюватись — найвищою точкою мого життя».

## Визнання та спадщина
Гаскойна широко шанували за його астрономічні навички та його щедру натуру. Англійський астроном і письменник сер Фред Хойл, який свого часу був головою ААТ,  нагородив Гаскойна за успіх телескопа а також астроном Гаррі Міннетт разом з Родеріком Олівером Редманом, нагородили його за надзвичайно хорошу оптику телескопа. Колишній директор AAT Рассел Кеннон вважав Гаскойна світовим лідером у своїй галузі, а також «чудовою людиною». Історик астрономії Регбір Бхаталь вважав, що Гаскойн був важливою фігурою в австралійській астрономії, відповідальною за значний прогрес у цій галузі.
У 1966 році Гаскойн був обраний членом Австралійської академії наук. Його зробили почесним членом Астрономічного товариства Австралії; Гайской став першою особою, яку обрали почесним членом оптичного товариства Австралії; і був першим австралійцем, обраним членом Королівського астрономічного товариства. 11 червня 1996 року Гаскойн отримав посаду офіцера Австралійського ордену за внесок у астрономію та ААТ. 1 січня 2001 року він був нагороджений медаллю сторіччя за заслуги перед суспільством та астрономією.

## Вибрана бібліографія
- Kron, Gerald E.; White, Howard S.; Gascoigne, S. C. B. (1953). Red and Infrared Magnitudes for 138 Stars Observed as Photometric Standards. Astrophysical Journal. 118: 502. Bibcode:1953ApJ...118..502K. doi:10.1086/145778.
- Gascoigne, S. C. B.; Burr, E. J. (1956). Surface photometry of the globular clusters 47 Tucanae and Omega Centauri. Monthly Notices of the Royal Astronomical Society. 116 (5): 570. Bibcode:1956MNRAS.116..570G. doi:10.1093/mnras/116.5.570.{{cite journal}}:  Обслуговування CS1: Сторінки із непозначеним DOI з безкоштовним доступом (посилання)

Книги
- Gascoigne, S. C. B.; Proust, Katrina M.; Robins, Malcolm Owen (1990). The creation of the Anglo-Australian Observatory. Cambridge UK: Cambridge University Press. ISBN 0-521-35396-3.

## Виноски
1. ↑  The head of the Mount Stromlo design section, mechanical engineer Herman Wehner, was full-time at the AAT during this period, working closely with Gascoigne.
2. ↑  The location inside the AAT dome is now known as "Gascoigne's Leap".